# Macaranga capensis
Macaranga capensis (Baill.) Sim, 1907 è un albero tropicale appartenente alla famiglia delle Euforbiacee.

## Descrizione
È una specie arborea con fusti alti sino a 25 m., con una corteccia di colore grigio chiaro con striature orizzontali biancastre. Sia il fusto che i rami principali presentano corte spine.

Le foglie, ovate, lunghe circa 25 cm e larghe circa 20 cm, hanno margine intero ed apice acuminato.

Le infiorescenze maschili, lunghe 8–12 cm, sono composte da piccoli fiori giallo-verdastri,  quelle femminili, lunghe 4–8 cm, a maturazione danno vita a piccoli frutti globosi, lunghi 3–7 mm, contenenti i semi di colore nero-rossastro.

## Distribuzione e habitat
L'areale della specie si estende lungo la parte orientale dell'Africa, dall'Etiopia meridionale alla provincia del Capo orientale (Sudafrica).
Il suo habitat tipico è la foresta pluviale sempreverde di media quota, ma cresce anche in aree di foresta degradata, foreste fluviali di bassa quota, e aree ai margini delle paludi.